# Міссі Пайл
Міссі Пайл (англ. Missi Pyle; нар. 16 листопада 1972, Х'юстон, штат Техас, США), повне ім'я Андреа Кей Пайл (англ. Andrea Kay Pyle) — американська акторка й співачка.
Міссі Пайл народилася 16 листопада 1972 року у Х'юстоні (штат Техас, США) у ній Лінди і Френка Пайл, виросла в Теннесси.[4] Має двох старших сестер Деббі та Джулі, двох старших братів Сема та Пола та зведених молодших брата та сестру Гордона та Керолін. Закінчила 1995 року школу мистецтв університету Північної Кароліни.
Знялася в ряді успішних фільмів, у тому числі «У пошуках галактики» (1999), «Велика риба» (2003), «Дім шкереберть» (2003), «Вишибайли» (2004), «Чарлі та шоколадна фабрика» (2005), «Гарольд і Кумар: Втеча з Гуантанамо» (2008), "«Артист» (2011), «Персі Джексон: Море чудовиськ» (2013), «Загублена» (2014), «Капітан Фантастік» (2016), «Джуманджі: Поклик джунглів» (2017), «Ма» (2019).
Також акторка з'являлася в популярних телесеріалах, зокрема «Герої» (у 2007), «Юристи Бостона» (у 2006—2008), «Різзолі та Айлз» (2010), «Дві дівчини без копійчини» (2013), «Прибиральники» (2013—2014), «Падіння Дженніфер» (2014), «Два з половиною чоловіки» (2004—2015), «Усередині Емі Шумер» (2013—2016), «Ті самі дні» (2015—2018), «Прикордонне містечко» (2016), «Соулмен» (2016), «Матуся» (2017), «Імпульс» (2018), «Менталіст» (2010), «П'яна історія» (2019), «Брудний Джон» (2020), «Казки похмурі й страшні» (2021), «Y: Останній чоловік» (2021).
Окрім акторської діяльності, Пайл виступає як співачка; у 2007-2011 роках виступала разом з акторкою Шоні Сміт у кантрі-рок-дуеті «Smith & Pyle».

## Особисте життя
З 2000 по 2005 рік Пайл була одружена з письменником Антоніо Сакре. 
З 2008 по 2012 рік вона була одружена з фахівцем національного географічного товариства з ведмедів гризлі Кейсі Андерсон.
У 2004 році Пайл зайняла 98-ме місце в Топ-100 найгарячіших дівчат за версією журналу Maxim.
29 вересня 2008 року Пайл мала закривати торги Нью-Йоркської фондової біржі, але за хвилину до цього відмовилася, пояснивши це тим, що вона не хоче пов'язувати себе із закінченням провального дня фінансових потрясінь, коли індекс Доу Джонса втратив 778 пунктів — найбільше падіння за всю сесію внаслідок світової фінансової кризи (2008-2009).
У Пайл є прийомна дочка — Зої Пайл (нар. 2015). Рішення усиновити дитину вона прийняла після трьох викиднів та однієї нежиттєздатної вагітності.